# Limerick Junction

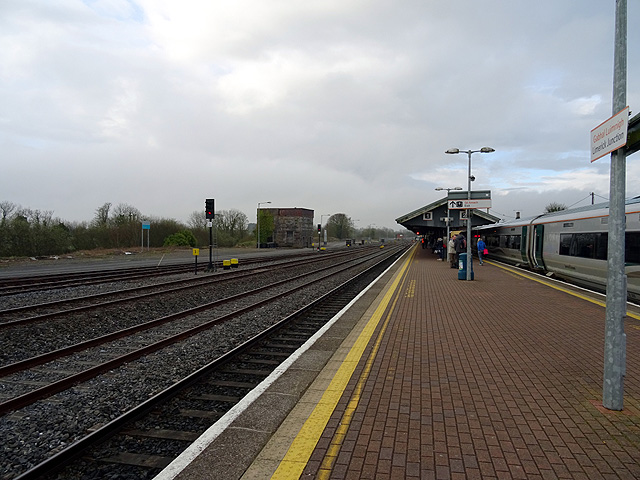
Limerick Junction.

Limerick Junction (iriska: Gabhal Lúimni) är en järnvägsstation i Tipperary i Republiken Irland. Den är belägen 3 km nordväst om staden Tipperary.
Det är i huvudsak en järnvägsknut där järnvägen Dublin-Cork och järnvägen Limerick-Waterford korsar varandra strax utanför perrongområdet. Denna korsning är speciell eftersom spåren korsar varandra i 90 graders vinkel. Tåg som ska in på den andra linjen, tex. tåg från Dublin till Limerick, kör på sidospår som ansluter till önskat spår. Fram till år 2007 var vissa tåg tvungna att köra förbi korsningen, för att sen backa in mot perrongerna.
Liksom de flesta irländska järnvägsstationer är den byggd på 1840-talet. Den öppnade officiellt den 3 juli 1848. Det finns inte mycket utanför stationen, några hus och en pub. Stationen används nästan enbart för passagerare som ska byta till annat tåg.